# Парламентские выборы в Швейцарии (1854)
Парламентские выборы в Швейцарии проходили 29 октября 1854 года. Радикально-левая партия осталась крупнейшей парламентской партией, получив 80 из 120 мест Национального совета

## Избирательная система

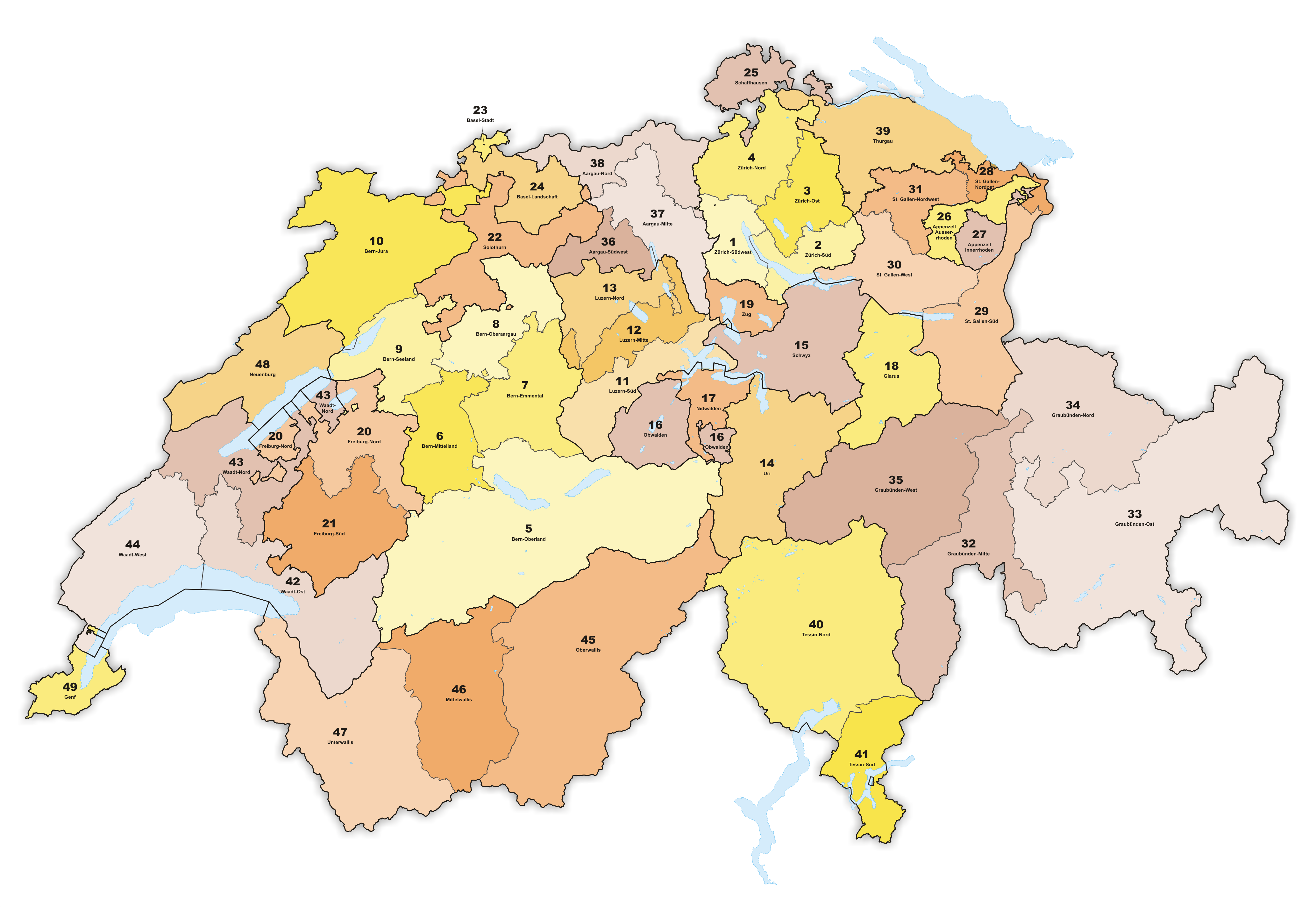
Карта Швейцарии, разделённая на 49 избирательных округов.

120 депутатов Национального совета избирались в 49 одно-и многомандатных округах. Распределение мандатов было пропорционально населению: одно место парламента на 20 тыс. граждан. 
Голосование проводилось по системе в три тура. В первом и втором туре для избрания кандидат должен был набрать абсолютное большинство голосов, в третьем туре достаточно было простого большинства. Каждый последующий тур проводился после исключения кандидата, набравшего наименьшее число голосов. В шести кантонах (Аппенцелль-Иннерроден, Аппенцелль-Аусерроден, Гларус, Нидвальден, Обвальден и Ури) члены Национального совета избирались кантональными советами.

## Результаты
| Партия                               | Голосов | %    | Мест | +/–   |
| ------------------------------------ | ------- | ---- | ---- | ----- |
| Радикально-левые                     |         |      | 80   | +2    |
| Либеральные центристы                |         |      | 16   | 0     |
| Католические правые                  |         |      | 14   | –2    |
| Правые евангелисты                   |         |      | 6    | –1    |
| Левые демократы                      |         |      | 2    | –1    |
| Диссиденты                           |         |      | 2    | новая |
| Всего                                | 236 760 | 100  | 120  | 0     |
| Зарегистрированных избирателей/ Явка | 517 641 | 45,7 | –    | –     |
| Источник: BFS                        |         |      |      |       |